# 有川政士
有川 政士（ありかわ まさし、1965年 - ）は、日本のアートディレクター、グラフィックデザイナー、写真家、現代美術家。兵庫県姫路市出身。

## 略歴
兵庫県立姫路工業高等学校デザイン学科（旧、姫路工業大学附属高校）卒業。東北新社映像テクノアカデミアデジタルSFXディレクタークラス卒業。株式会社そごう百貨店に入社、営業企画課宣伝部CR所属のアートディレクターを経て、1994年事務所「有限会社グライド」を設立し主宰となる。CDジャケット、コンサート、芝居、舞台など、音楽芸能エンターテイメント関係の宣伝広告に携わるなど、アートディレクション、デザイン、写真など多数制作。毎年新宿御苑で開催される「森の薪能」では、駅貼りポスターや新宿駅地下デジタルサイネージ、電車の車内吊りなどの広告全般グラフィック制作を担当している。姫路市美術協会会員。

## 受賞歴
- 豊かな海づくり大会絵画部門入選
- 兵庫県姫路市美術展市長賞
- 兵庫県高砂市美術展市長賞
- 兵庫県美術展佳作
- コンテンポラリーアートエキスポ入選
- 国際フィナール美術展入選
- その他、美術展、グループ展多数出品